# Lucio Dalla - Superbest
Lucio Dalla - Superbest è una raccolta di Lucio Dalla, uscita nel 1998 che contiene molti dei grandi successi del musicista bolognese, da Piazza Grande a Caruso, da Anna e Marco a Telefonami tra vent'anni. Nell'album sono presenti anche i primi successi del cantautore come Il cielo, La casa in riva al mare e Un uomo come me.

## Tracce
1. Caruso
2. L`anno che verrà
3. Il motore del 2000
4. Piazza Grande
5. Disperato Erotico Stomp
6. Il cielo
7. Se io fossi un angelo
8. 4/3/1943
9. Nuvolari
10. Un uomo come me
11. La casa in riva al mare
12. L`ultima luna
13. Anna e Marco
14. Telefonami tra vent`anni